# Kibi (Königreich)

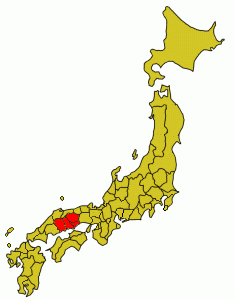
Historische Provinz Kibi

Kibi (jap. 吉備国, Kibi no kuni) war ein historisches Königreich im westlichen Japan. Es erstreckte sich über die heutige Präfekturen Okayama, Hiroshima und Hyōgo. Nach einiger Zeit wurde es dem aufstrebenden Yamato-Reich eingegliedert und in eine Provinz umgewandelt.
In der zweiten Hälfte des 7. Jahrhunderts wurde die Provinz aufgespalten in die Provinzen Bizen („Vorder-Kibi“), Bitchū („Mittel-Kibi“) und Bingo („Hinter-Kibi“). Diese wurden kollektiv auch als Bishū (備州, „Kibi-Provinz(en)“) bezeichnet.

## Namensherkunft
Die älteste Erwähnung von Kibi findet sich in der Reichschronik Kojiki von 712 bei der Beschreibung der Genesis der japanischen Inseln, wobei die Bedeutung des Namens unbekannt ist.
Eine Theorie geht davon aus, dass das Wort 黍 (kibi) Rispenhirse bedeutet.

## Geschichte
Kibi war ursprünglich ein eigenständiges Königreich und kam schon früh unter Kontrolle des Yamato-Reichs (dem späteren japanischen Staat). Aufgrund seiner Position an der Seto-Inlandsee, kontrollierte es wohl die Handelsrouten zwischen Nord-Kyūshū und Kinki (dem Zentrum Yamatos). Auf dem Gebiet Kibis finden sich eine Vielzahl an Kofun (Tumuli), von denen der Tsukuriyama Kofun (造山古墳) mit 350–360 m Länge als viertgrößter Japans herausragt. Dieser stammt aus dem frühen 5. Jahrhundert, so dass die Größe auf eine Sonderstellung Kibis für diesen Zeitraum hinweist, selbst wenn es Teil Yamatos war. Allerdings existiert auch die These, dass Kibi zu diesem Zeitpunkt noch ein Königreich (da auch besagter Kofun vergleichsweise wenig Erwähnung in den Reichschroniken findet) und der Kofun damit ein königliches Grab war.
Der Beweis für Kibis Bedeutung im vierten und fünften Jahrhundert wird durch die hunderten Kofun belegt, die in diesem Gebiet gefunden wurden. Selbst nachdem das Königreich Kibi unterworfen wurde, blieben die Nachkommen der königlichen Familie (Kibi-Klan), wie Kibi no Makibi, sehr einflussreich.